# NGC 2346
NGC 2346, även känd som Fjärilsnebulosan är en planetarisk nebulosa belägen nära himmelsekvatorn i stjärnbilden Enhörningen mindre än en grad från Delta Monocerotis ESE och på ett avstånd av ca 4 760 ljusår från jorden.
Den upptäcktes av William Herschel den 15 mars 1790. Nebulosan är ljus och iögonfallande med en magnitud på 9,6, och har studerats utförligt. Bland dess mest anmärkningsvärda egenskaper är dess ovanligt svala centrala stjärna, som är en spektroskopisk dubbelstjärna, samt dess ovanliga form.

## Egenskaper
NGC 2346 är bipolär i form, med små utflödeshastigheter i intervallet 8–11 km/s, medan mitten omformas av ett expanderande bälte av molekylär gas. Nebulosans elektrontäthet är 400 elektroner per kubikcentimeter. Joniseringen av nebulosan är resultatet av ultraviolett strålning från den följande dubbelstjärnan. Den starkare infraröda strålningen från molekylära emissioner kommer från bältet, som expanderar med en hastighet av 16 km/s. Massan hos den molekylära gasen i nebulosan uppskattas vara i intervallet 0,34–1,85 solmassor och är mycket större än den joniserade gasens massa.
Den centrala dubbelstjärnan, som har en omloppsperiod på 16,00 ± 0,03 dygn, är också variabel, förmodligen på grund av stoft i omloppsbana kring den. Stoftet i sig värms upp av centralstjärnan och därför är NGC 2346 ovanligt ljus i den infraröda delen av spektrumet. När en av de två stjärnorna utvecklades till en röd jätte uppslukade den sin följeslagare, som tog bort en ring av material från den större stjärnans atmosfär. När den röda jättens kärna exponerades blåste en snabb stjärnvind upp två "bubblor" från vardera sidan av ringen. 

## Galleri
|  |

|  |